# ماری ویلسون
ماری ویلسون (انگلیسی: Marie Wilson؛ ۱۹ اوت ۱۹۱۶ – ۲۳ نوامبر ۱۹۷۲) یک هنرپیشه اهل ایالات متحده آمریکا بود.

## گزیدهٔ آثار

### سینما
- دوست من ایرما به فنا می‌رود (۱۹۵۰)
- دوست من ایرما (۱۹۴۹)

### رادیو و تلویزیون
- دوست من ایرما (۱۹۵۴–۱۹۴۷)